# Cesari (Capodistria)
Cesari (in sloveno Čežarji) è un insediamento di 528 abitanti del comune sloveno di Capodistria, situato nell'Istria settentrionale.
La località, che si trova a 122.5 metri s.l.m. ed a 4.9 kilometri dal confine italiano, è situata sulla sponda sinistra del fiume Risano.

Originariamente la località era formata da due nuclei abitativi: Cèsari (Čežarji) e Cimici (Simiči) che con l'andare del tempo, dovuto alla costruzione di case, si sono fusi. Dal centro si dipartono tre vie: il sentiero Elvira Vatovec (Pot Elvire Vatovec) verso la valle del Risano, mentre verso sud partono il sentiero dell'olio (Oljarska pot), che ricorda come in epoca austro-ungarica vi fossero dei mulini per la spremitura delle olive, e la via Kalister (Kalistrova ulica).

Il fertile terreno è qui soggetto a terrazzamenti con sopra vigneti, uliveti e frutteti che già in epoca romana era soggetta ad insediamenti abitativi.

L'insediamento venne per la prima volta citato dal vescovo di Capodistria Paolo Naldini; il suo nome dovrebbe derivare, secondo G.A. Gravisi dalla famiglia Cesaro che anticamente qui abitava, mentre un'altra ipotesi, divenuta molto popolare, si rifà all'esistenza in zona di un accampamento di Cesare.

In passato infatti, attraverso la vicina Pobeghi, passava la strada consolare romana Via Flavia, che da Trieste portava a Pola, e che dall'insediamento saliva a Centora (Čentur) e proseguiva per la Crocera di Montetoso (Križišče) attraverso la sella di Babici (Babiči).